# Отрадинский (Ульяновская область)
Отрадинский — посёлок в Базарносызганском районе Ульяновской области. Входит в состав Сосновоборского сельского поселения.

## География
Населённый пункт расположен на реке Инза в 26 километрах на юго-восток от рабочего посёлка Базарный Сызган — административного центра района. Расстояние до Ульяновска — 148 километров.

### Часовой пояс
Отрадинский, как и вся Ульяновская область, находится в часовой зоне МСК+1. Смещение применяемого времени относительно UTC составляет +4:00.

## История
в 1912 году в населённом пункте насчитывался 21 двор.

## Население
| 2010 |
| ---- |
| 75   |

Население посёлка в 1996 году — 107 человек.

## Инфраструктура
Посёлок разделён на две улицы: Заводская, Отрадинская.